# Landesverordnung zur Unterschutzstellung der Natura 2000-Gebiete im Land Sachsen-Anhalt
Die Landesverordnung zur Unterschutzstellung der Natura 2000-Gebiete im Land Sachsen-Anhalt (N2000-LVO LSA) ist eine Landesverordnung des Landes Sachsen-Anhalt. Sie dient der rechtlichen Sicherung von 26 Europäischen Vogelschutzgebieten und 216 FFH-Gebieten und damit der Umsetzung des europäischen Schutzgebietssystems Natura 2000.
Die nationalrechtliche Sicherung mittels einer landesweit gültigen Verordnung der bis dahin gemeldeten, aber noch nicht durch eine gesonderte Schutzgebietsverordnung gesicherten Natura-2000-Gebiete in Sachsen-Anhalt wurde im Juli 2014 durch die Landesregierung beschlossen. Da die Frist für die nationale Sicherung der gemeldeten Natura-2000-Gebiete bereits abgelaufen war, sollte der Umsetzungsprozess durch eine gemeinsame Landesverordnung statt einzelner Schutzgebietsverordnungen für jedes der betroffenen Gebiete beschleunigt werden. Die Verordnung wurde am 20. Dezember 2018 in einem Sonderdruck des Amtsblatts des Landes Sachsen-Anhalt verkündet und trat am folgenden Tag in Kraft. Dort, wo bereits Schutzgebietsverordnungen gelten und die Gebiete sich mit EU-Vogelschutz- oder FFH-Gebieten, für die diese Verordnung gilt, überlagern, bleiben die bisherigen Schutzgebietsverordnungen in Kraft und werden durch diese Verordnung ergänzt. Die jeweils strengere Regelung hat dabei Vorrang.
Die Landesverordnung besteht aus einem Hauptteil und mehreren Anlagen. Der Hauptteil regelt in 21 Paragraphen Bestimmungen, die für alle Gebiete gelten. So werden hier unter anderem Schutzgegenstand, Lage und Grenzen, Schutzzweck und Schutzbestimmungen beschrieben und verankert. Dazu kommen neun Anlagen, die unter anderem die von der Verordnung erfassten EU-Vogelschutz- und FFH-Gebiete auflisten sowie gebietsbezogene Angaben für jedes dieser Schutzgebiete enthalten.